# Diogenes laevicarpus
Diogenes laevicarpus is een tienpotigensoort uit de familie van de Diogenidae. De wetenschappelijke naam van de soort is voor het eerst geldig gepubliceerd in 1996 door Rahayu.